# Mädchenschule St. Gertrudis Ellwangen
Die private Mädchenschule St. Gertrudis ist ein allgemeinbildendes Gymnasium sowie eine Realschule in Ellwangen.

## Geschichte
Die 1895 auf Geheiß des damaligen Stadtpfarrers gegründete und zunächst nur aus einer Realschule bestehende Mädchenschule befand sich anfangs mit nur 18 Schülerinnen in einer Privatwohnung in der Innenstadt. Schulträger war zunächst eine private GmbH. 1903 konnte ein eigenes Schulgebäude unterhalb des Buchenbergs errichtet werden. 1925 löste sich der ursprüngliche Schulträger auf und die Franziskanerinnen von Sießen übernahmen die Trägerschaft. Drei Jahre später wurde sie auf den Namen St. Gertrudis getauft.
In den Nachkriegsjahren wurde die Schule aufgrund stetig steigender Schülerzahlen umfangreich erweitert. 2001 kam schließlich noch ein gymnasialer Zug hinzu. Ab dem Schuljahr 2008/2009 können in der Oberstufe (ab Klasse 10) auch Jungen an St. Gertrudis ein allgemeinbildendes Abitur erwerben (Realschulaufsetzer).
St. Gertrudis ist eine staatlich anerkannte Privatschule und schulgeldpflichtig.

## Persönlichkeiten
- Franz Lemmermeyer (* 1962), Mathematiker, Lehrer an der St. Gertrudis seit 2007